# کارتونیج

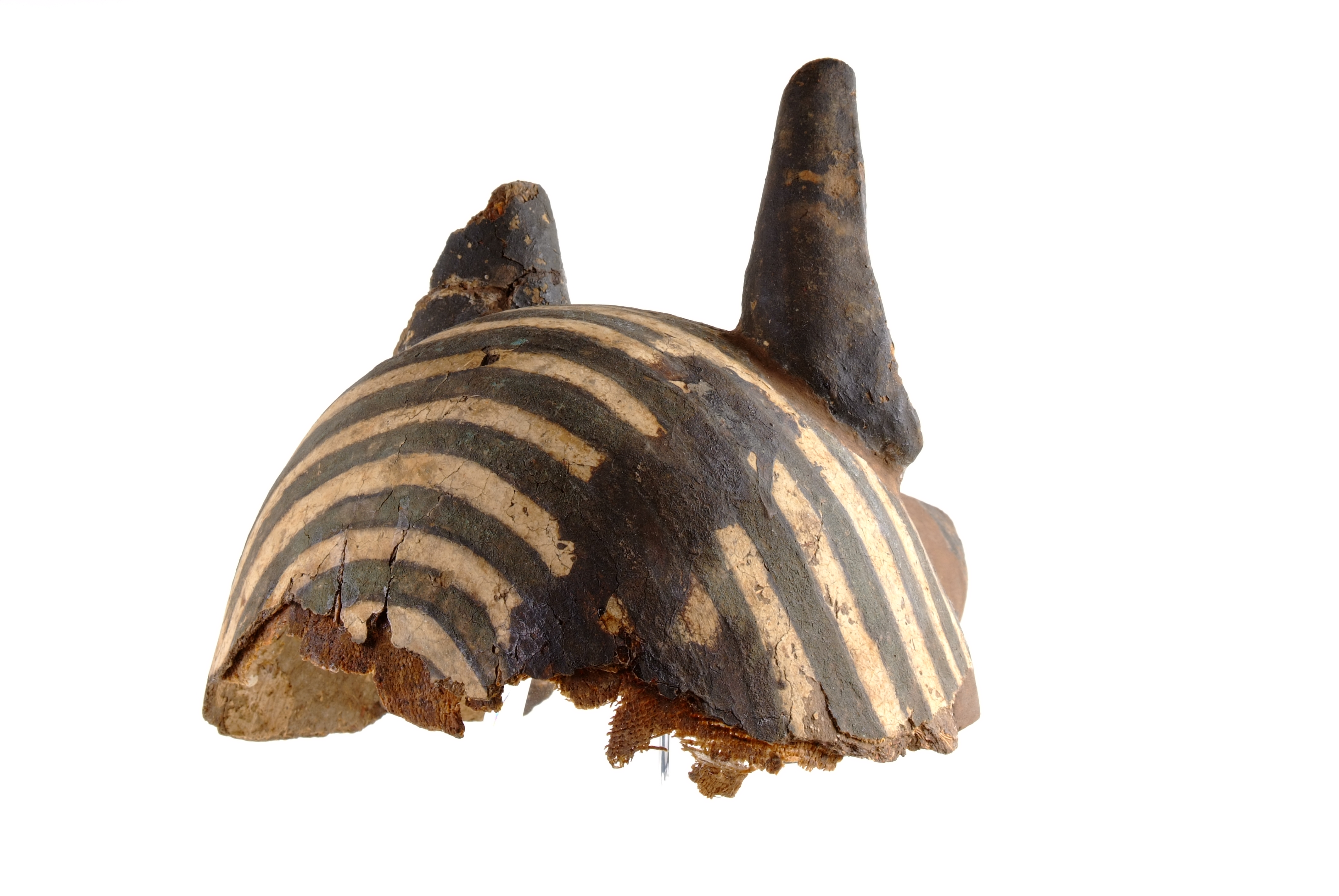
پشت یک ماسک کارتونیج آنوبی دوران دودمان بطلمیوسی

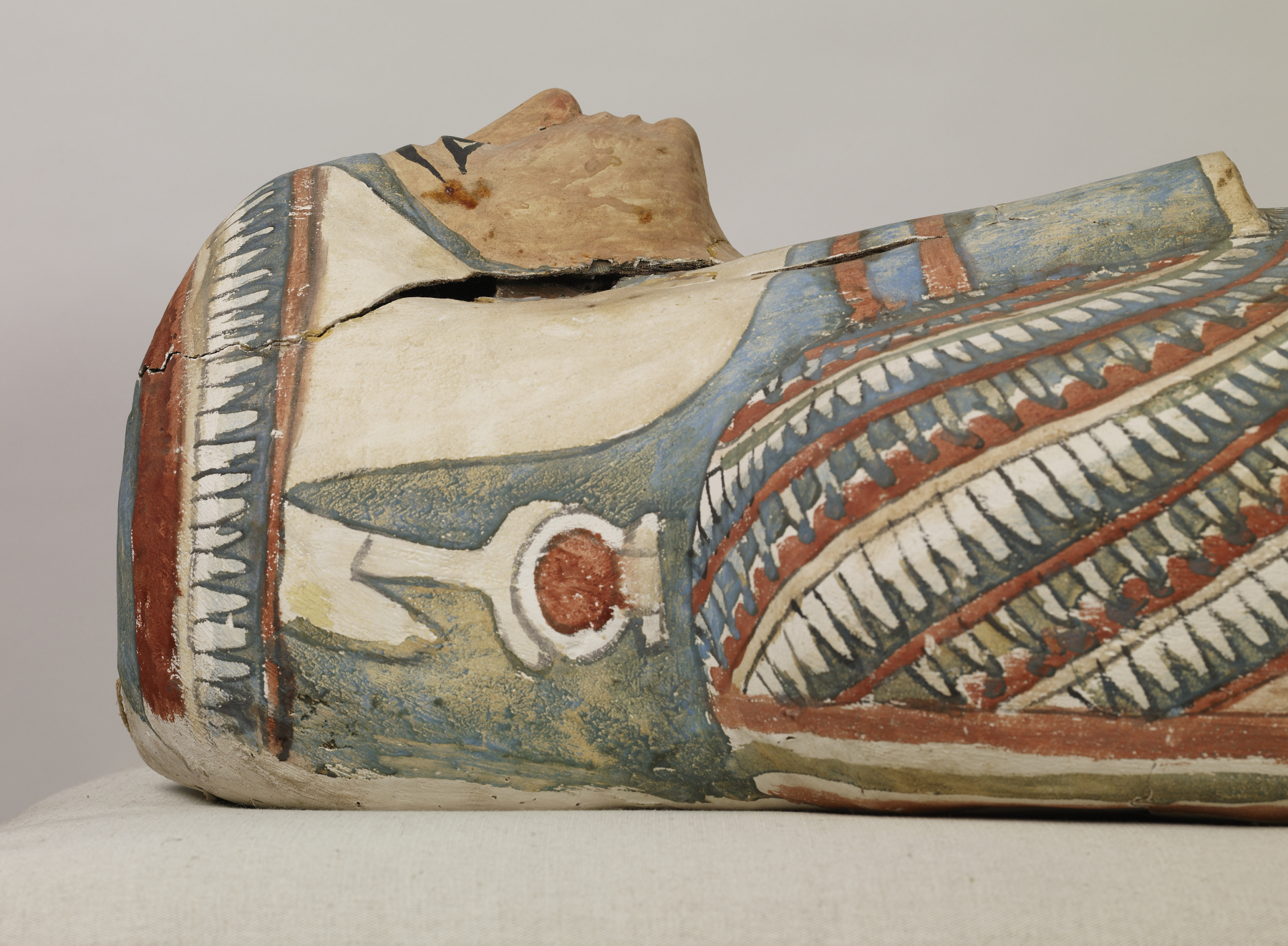
مومیایی دختری ناشناس که کارتونیجی از جنس لایه‌های کتان و گچ دارد. موزه هنری والترز

کارتونیج (انگلیسی: Cartonnage) نوعی از ماده مصالح بود که در ماسک مرگ مصر باستان از دوره نخست میانی مصر تا دوران امپراتوری روم استفاده می‌شد. جنس آن از لایه‌های پارچه کتانی یا پاپیروس پوشیده با گچ بود. تک‌چهره‌های مومیایی فایوم نیز روی تخته‌های ساخته شده از کارتونیج نقاشی شده‌اند.

## اهمیت باستانی
آماده‌سازی کارتونیج قطعات پاپیروس را حفظ کرد، ازاینرو، یک منبع برجسته تاریخی از قطعات نسخه‌های خطی به خوبی حفظ‌شده هستند. در ۱۹۹۳ شهر هلسینکی چهارده قطعه کارتونیج را از موزه مصری در برلین را دریافت کرد. محافظان موظف به نگهداری و انتشار تمام متون پاپیروس یونانی از این آثار شدند.

## مواد متشکله

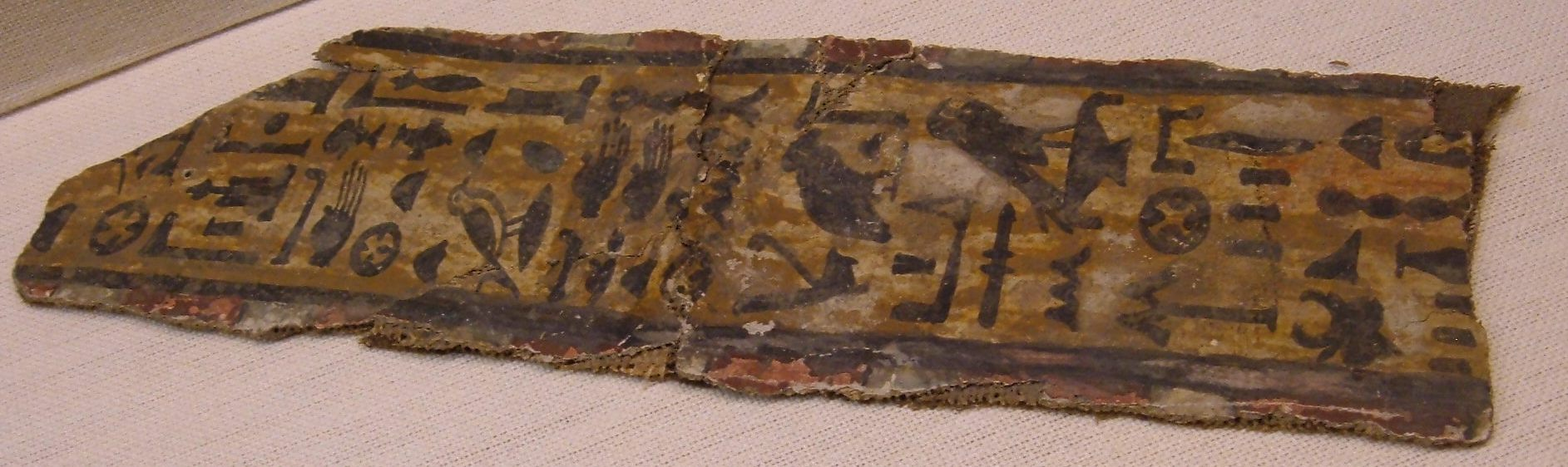
تکه‌ای کارتونیج از یک تابوت پادشاهی نوین مصر

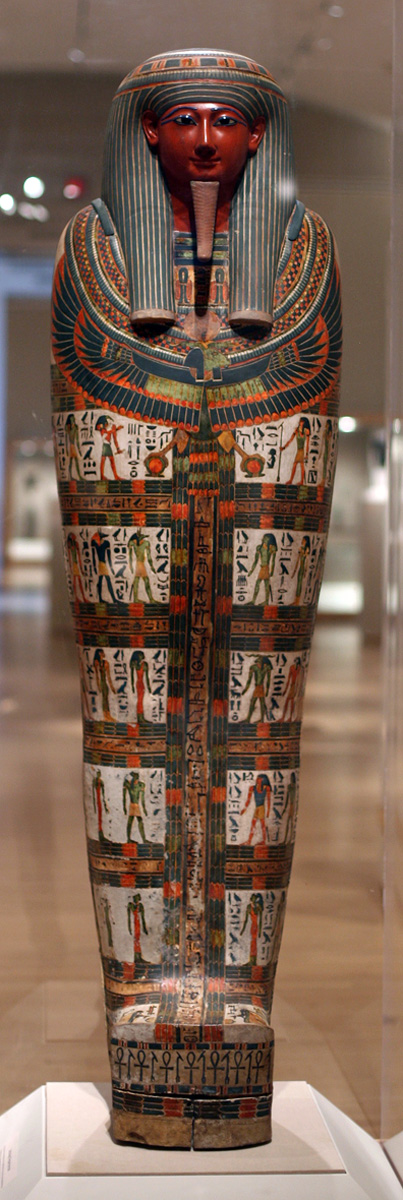
کارتونیج نسپانتجرنپیر، کانادا. ۹۴۵ تا ۷۱۸ پیشا عصر فعلی یا پیش از میلاد. کتان یا پاپیروس ترکیبی با گچ، رنگدانه، شیشه، لاجورد، ۶۹ (۱۷۵٫۲۶) در ۱۱ (۲۷٫۹۴) در ۱۶ (۴۰٫۶۴) اینج (سانتی‌متر) معادل ۱۷۷ سانت ارتفاع. موزه بروکلین، ۳۵. ۱۲۶۵.

مواد مورد استفاده در طول تاریخ تغییر یافت. در پادشاهی میانه مصر رایج بود که از کتان گچی استفاده کنند ولی در طول دوره سوم میانی مصر کتان و گچبری، در طول دوره بطلمیوسی از نوارهای قدیمی پاپیروس و در دوران روم باستان از مواد الیافی ضمخت‌تر.
استفاده مجدد از پاپیروس‌های هدر رفته (ضایعات) روشی رایج در طول دوره بطلمیوسی بود. بسیاری از اسناد دور انداخته شده از دولت و بایگانی‌ها برای این هدف استفاده می‌شدند.